# ウボンラーチャターニー大学
ウボンラーチャターニー大学（タイ語：มหาวิทยาลัยอุบลราชธานี、英語：Ubon Ratchathani University、略称：UBU）は、1987年に設立されたタイ王国東部のウボンラーチャターニー県に位置する公立大学である。

## 概要

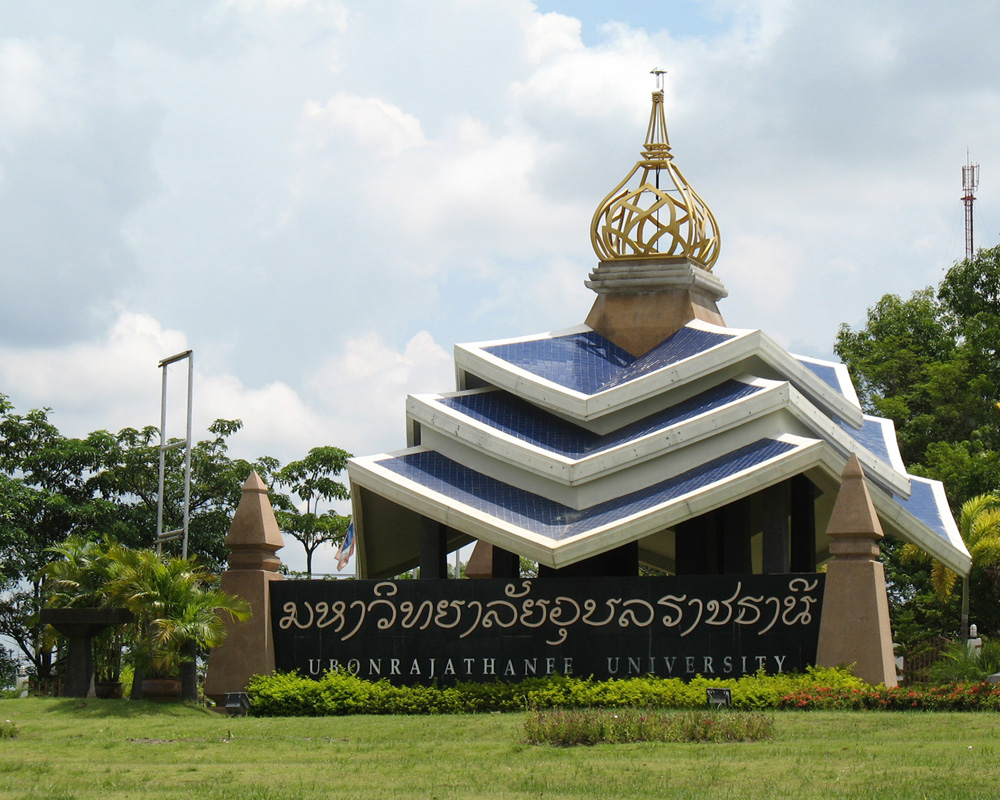
ウボンラーチャターニー大学

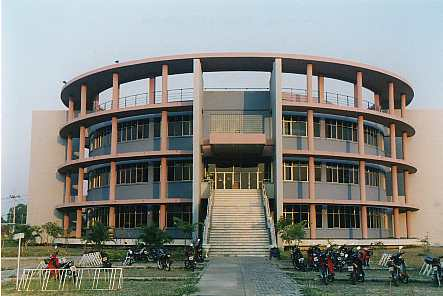
大学図書館

1987年に3つの学部をもって開学した。

## 沿革
- 1987年 ウボンラーチャターニー大学設立。
- 1987年 農学部を開設。
- 1994年 薬学部を開設。
- 2003年 医学・公衆衛生大学を開設。
- 2003年 教養学部を開設。
- 2006年 法学部、政治学部を開設。
- 2010年 看護学部を開設。

## 学部
- 農学部
- 芸術・建築学部
- 工学部
- 科学部
- 看護学部
- 薬学部
- 法学部
- 教養学部
  - 日本語学科
- 経営学部
- 政治学部

## カレッジ
- 医学・公衆衛生大学

### 大学院
- 薬学研究科

## 対外関係
- ハノイ大学
- ラオス国立大学
- 成均館大学校（薬学大学）
- サンディエゴ大学

### 日本における協定校
- 茨城大学
- 富山大学 和漢医薬学総合研究所
- 豊橋科学技術大学
- 鳥取大学
- 高知県立大学

部局間学術交流協定
- 農学部 水産学科と公益財団法人長尾自然環境財団